# 이브라임 부바카르 케이타
이브라임 부바카르 케이타(프랑스어: Ibrahim Boubacar Keïta, 문화어: 이브라힘 부바까르 케이타, 1945년 1월 29일~2022년 1월 16일)는 말리의 전직 대통령이자 정치인이다. 그는 1994년부터 2000년까지 말리의 총리였으며, 2002년부터 2007년까지 말리 의회의 의장직을 맡았다. 그는 2001년 말리를 위한 집회라는 정당을 창립했다. 그는 2013년 말리 대선에서 대통령으로 선출되었고 9월 4일 그 자리에 올랐다. 2020년 8월 18일 말리에서 쿠데타가 일어나 8월 19일 대통령직에서 사임했다.
일요일부터 월요일까지 발표 된 공동 성명에서, 4개 단체의 대표들은 그들이 "심히 우려하고" 위기를 해결하기 위해 어떤 형태의 폭력도 강력히 정죄했다고 말했다. 그들은 또한 보안 당국이 치명적인 힘을 사용하는 것을 비난하고 모든 이해 당사자들이 자제력을 행사하고 항상 대화를 선호하도록 요청한다.

## 생애

### 어린 시절과 교육
케이타는 1945년 1월 29일 프랑스령 수단의 쿠티알라에서 태어났다. 그는 파리의 리체 장송데살리와 바마코의 리세 아스키아모하메드에서 공부했고, 다카르 대학교와 팡테온 소르본 대학교에서 교육을 이어갔다. 그는 역사학과 정치과학, 국제관계에서 우수한 성적을 거두었다.
그는 프랑스 국립과학연구센터의 연구원이었고, 팡테온 소르본 대학교에서 제3세계의 정치에 대한 과정을 가르쳤다. 1986년 말리에 돌아와서 그는 유럽개발기금의 기술적 고문관이 되었고, 말리 내 유럽 연합의 소규모 지원계획을 성사시키는데 성공했다. 그는 인민을 위한 고향이라는 프랑스 헌장을 위해 말리 총독이 되고자 했다.

### 1990년대
말리 민주주의 동맹 설립 이후, 케이타는 1991년 5월 25일부터 5월 26일까지 구성의회에서 아프리카 및 국제관계 총장이 되었다. 그는 1992년 알파 우마르 코나레 대선 후보자가 선거를 이길 수 있게 도와주었던 ADEMA의 부회장이었다. 새로운 대통령은 1992년 6월, 케이타를 정치고문관으로 임명했고, 1992년 11월 코나레는 케이타를 코트디부아르, 가봉, 부르키나파소, 니제르 파견 대사로 임명했다.
1993년 11월, 케이타는 말리 외무부 장관으로 임명했다. 1994년 2월 4일 코나레 대통령은 케이타를 총리로 임명했고, 그는 2000년 2월까지 총리직을 수행했다. 1994년 9월 열린 회의에서 케이타는 ADEMA의 당수로 뽑혔다. 1997년 열린 대선 및 의회 선거에서 그는 9월 13일 총리 직을 사임했으며, 곧 코나레에 의해 재임명되었다. 9월 16일 새로운 정부가 출범했다. 1999년 10월 케이타는 ADEMA의 당수로 다시 선출되었고, 같은 해 11월 그는 사회주의 인터내셔널의 부통령으로 임명되었다.

### 2000년대
ADEMA과의 불화로 2000년 2월 14일 그는 총리직에서 물러날 수 밖에 없었고, 2000년 10월에는 당에서도 물러났다. 그는 2001년 6월 30일 말리를 위한 집회라는 새로운 정당을 창립했고, 그 때부터 이 당을 이끌고 있다. 그는 2002년 말리 대선에서 후보로 나섰고, 많은 무슬림 지도자들과 관계 기관으로부터 지지를 받았다. 이러한 지지에도 불구하고 몇몇 사람들은 케이타의 정책들이 이슬람과 양립할 수 있다고 의심했고, 그가 총리였을 때 카지노와 복권을 만든 것을 예로 들었다. 4월 28일 열린 선거 첫 회에서 그는 21%의 지지율을 받으며 아마두 투마니 투레와 수마일리아 시체에 밀려 3위를 차지했다. 그는 선거가 기만이라고 주장하며 그가 두 번째 선거에서 의도적이고 오류로 인해 빠졌으며, 다른 후보들과 함께 결과가 무효라고 이야기했다. 5월 9일 헌법재판소에서는 두드러진 부조리를 인식하고 있었고, 부조리로 인해 표의 25%가 실격되었음에도 불구하고 1위와 2위 후보였던 투레 및 시체만을 두 번째 선거에 참여시켰다. 헌법재판소에 따르면 케이타는 21.03%의 지지율을 얻었으나, 시체보다 4,000표가 적었다. 같은 날, 케이타는 그의 투레의 2002 희망동맹에 대한 지지를 선언했다. 헌법의 재판에 대해 그는 스스로를 법을 지키는 사람으로 묘사하며 헌법재판소가 법을 지켰다고 말했다. 제2차 선거에서는 투레가 승리를 거두었다.
2002년 말리 대선에서 케이타는 바마코의 의회에 의석을 확보하게 되었다. 그는 이후 2002년 9월 16일, 말리 의회의 의장으로 선출되었으며,  ADEMA에 돌아오는 것을 비롯해 대중의 광범위한 지지를 받았다. 그는 138개의 정당에서 115개의 표를 받았다.
그는 다시 말리를 위한 집회의 후보로 나서 대선을 준비했다. 2007년 1월 28일 그는 당의 후보자로 지정되었다. 투레는 다시 한 번 대통령이 되었고, 케이타는 2위로 19.15%의 지지율을 얻었다. 케이타를 비롯한 3명의 대선 후보자를 포함한 동맹이었던 민주주의와 공화국 전선의 일부로써, 케이타는 결과를 부정하며 선거가 취소되는 것을 추구했으며 선거가 사기라고 주장했다. 5월 19일 그는 민주주의와 공화국 전선이 헌법재판소가 투레의 승리를 인정하는 판결을 거부할 것이라고 밝혔다.
2007년 말리 대선에서 케이타는 바마코의 의회에서 재선을 노렸고, 17개의 의석 중 2개를 두고 치열한 다툼을 벌였다. 그는 아브다라마네 세리와 함께 경쟁했다. 케이타의 의원들은 7월 1일 초선에서 31.52%의 지지율을 받았다. 그는 무정당 소속의 무사 마라보다 약간 더 높은 지지율을 획득했다. 두번째 선거에서 케이타는 임시 결과에서 51.59%의 지지율을 획득했다. 그는 9월 3일 새로 열리는 의회에서 의장 재선 후보가 아니었고, 이로 인해 디온쿤다 트라오레가 이 자리를 맡게 되었다.

### 2010년대
케이타는 2013년 말리 대선에 출마했다. 그는 수말리아 시체를 꺾고 대통령에 당선되었다. 그는 2013년 9월 4일부터 대통령으로 취임했다. 케이타는 총리를 임명할 때 정치적 관계보다는 능력을 우선시했으며, 2013년 9월 5일 우마르 타탐 리를 총리로 임명했다. 우마르 타탐 리가 총리직에서 사임한 후, 무사 마라가 총리로 임명되었으며, 이후 2015년 1월 9일 모디보 케이타가 총리로 임명되었다.

### 2020년대
2020년 8월 18일 말리에서 쿠데타가 일어나 다음날인 8월 19일 대통령직에서 사임했다.

## 역대 선거 결과
| 선거명      | 직책명        | 대수 | 정당             | 1차 득표율 | 1차 득표수  | 2차 득표율 | 2차 득표수  | 결과 | 당락 |
| ----------- | ------------- | ---- | ---------------- | ---------- | ----------- | ---------- | ----------- | ---- | ---- |
| 2002년 선거 | 말리의 대통령 | 5대  | 말리를 위한 모임 | 21.03%     | 329,143표   |            |             | 3위  | 낙선 |
| 2007년 선거 | 말리의 대통령 | 5대  | 말리를 위한 모임 | 19.15%     | 433,897표   |            |             | 2위  | 낙선 |
| 2013년 선거 | 말리의 대통령 | 6대  | 말리를 위한 모임 | 39.79%     | 1,175,769표 | 77.62%     | 2,355,394표 | 1위  |      |
| 2018년 선거 | 말리의 대통령 | 6대  | 말리를 위한 모임 | 41.70%     | 1,331,132표 | 67.16%     | 1,791,926표 | 1위  |      |